# Ardeadoris egretta
Espèce
Ardeadoris egretta est une espèce de mollusques nudibranches de la famille des Chromodorididae et du genre Ardeadoris. Elle est l'espèce type du genre.

## Répartition
Cette espèce se rencontre dans le bassin Indo-Pacifique. Elle est notamment présente en Australie,, en Indonésie, aux Philippines, en Papouasie Nouvelle Guinée, à Taïwan, en Inde, aux Émirats arabes unis et en Iran.

## Description

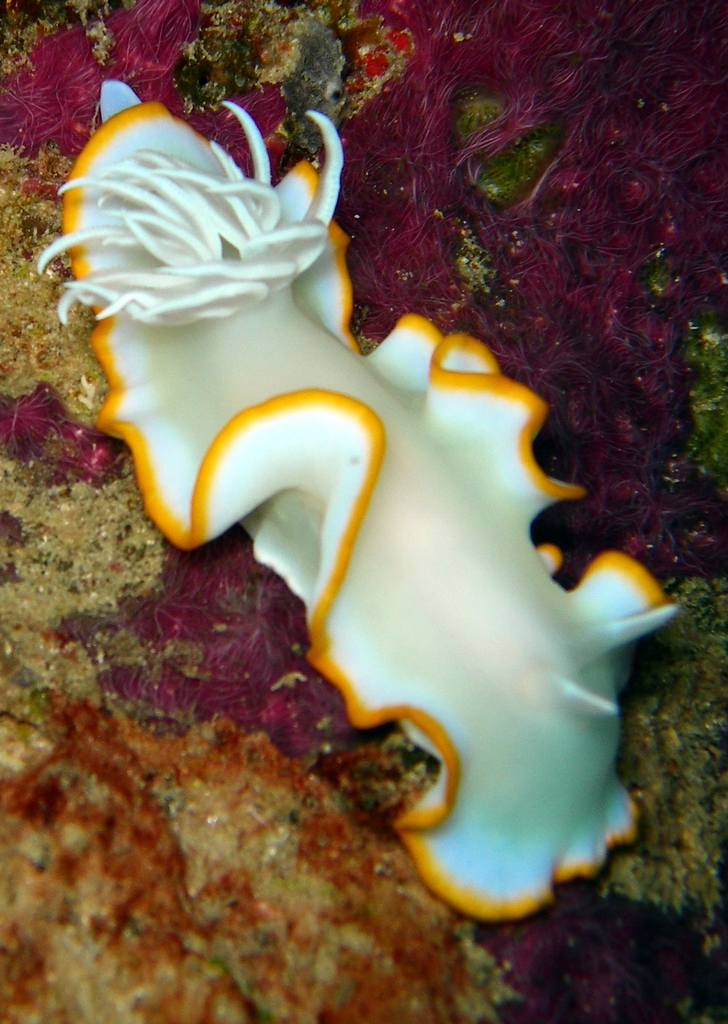
Ardeadoris egretta (Australie)

Ardeadoris egretta est blanche avec une bordure jaune.

## Éthologie
Typiquement, les mollusques de la famille des Chromodorididae sont très colorés et contiennent des métabolites terpéniques qui peuvent être impliqués dans leur défense chimique. Le diterpène 7α-hydroxy-dendrillol-3 a été retrouvé chez Ardeadoris egretta.

## Publication originale
- Rudman, W. B. 1984. The Chromodorididae (Opisthobranchia: Mollusca) of the Indo-West Pacific: a review of the genera. Zoological Journal of the Linnean Society 81: 115-273.

## Taxonomie
Cette espèce a été nommée et décrite par le zoologiste William B. Rudman en 1984.

## Galerie

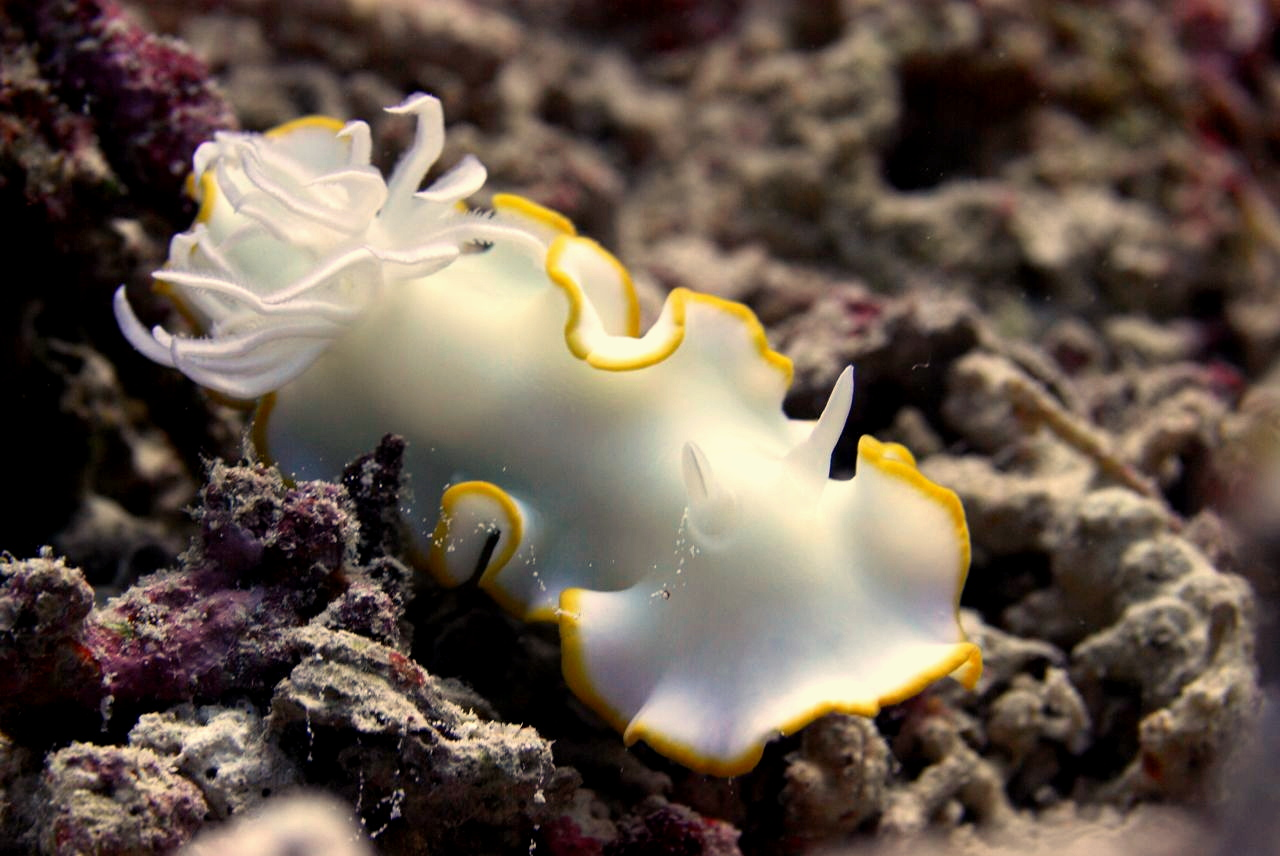
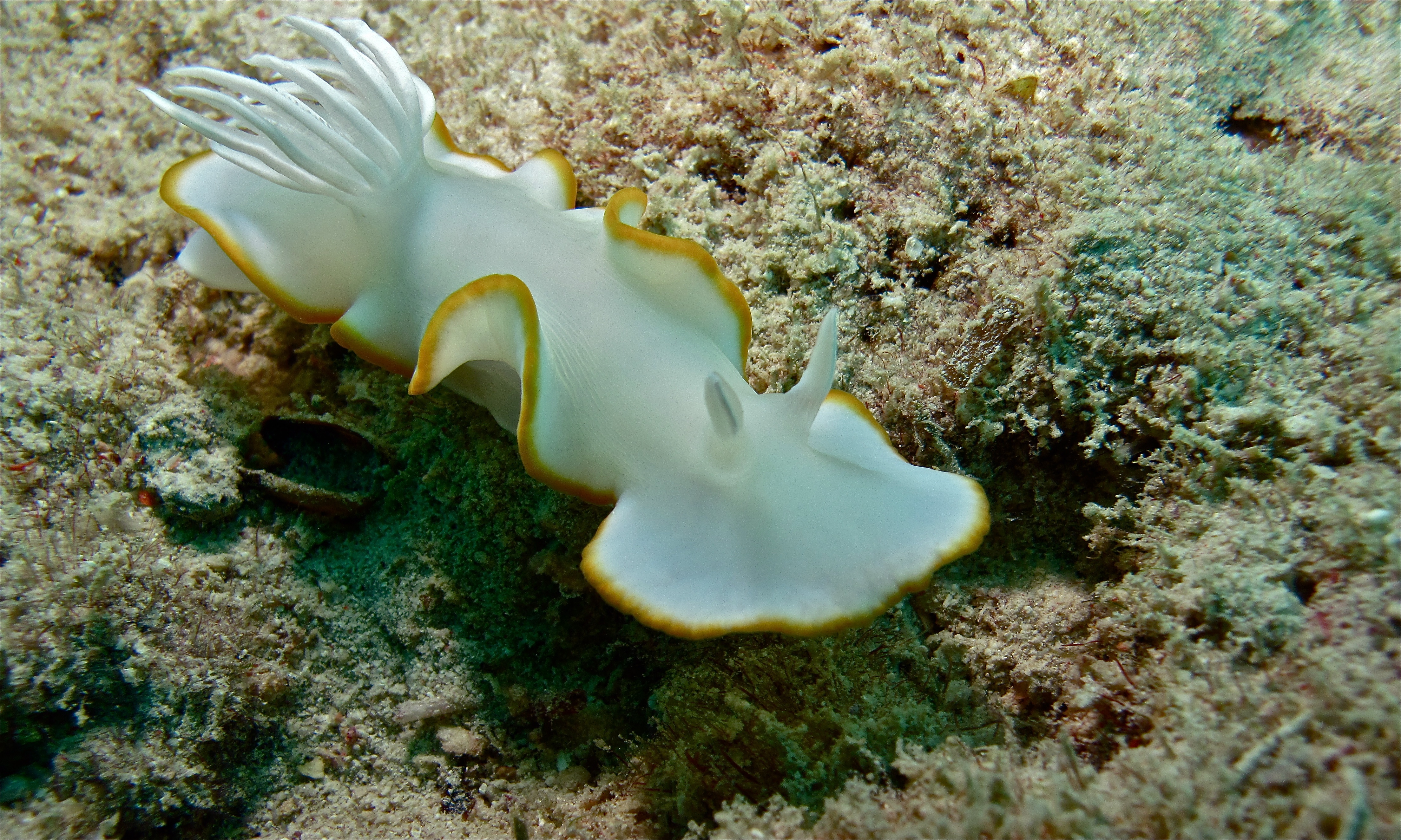
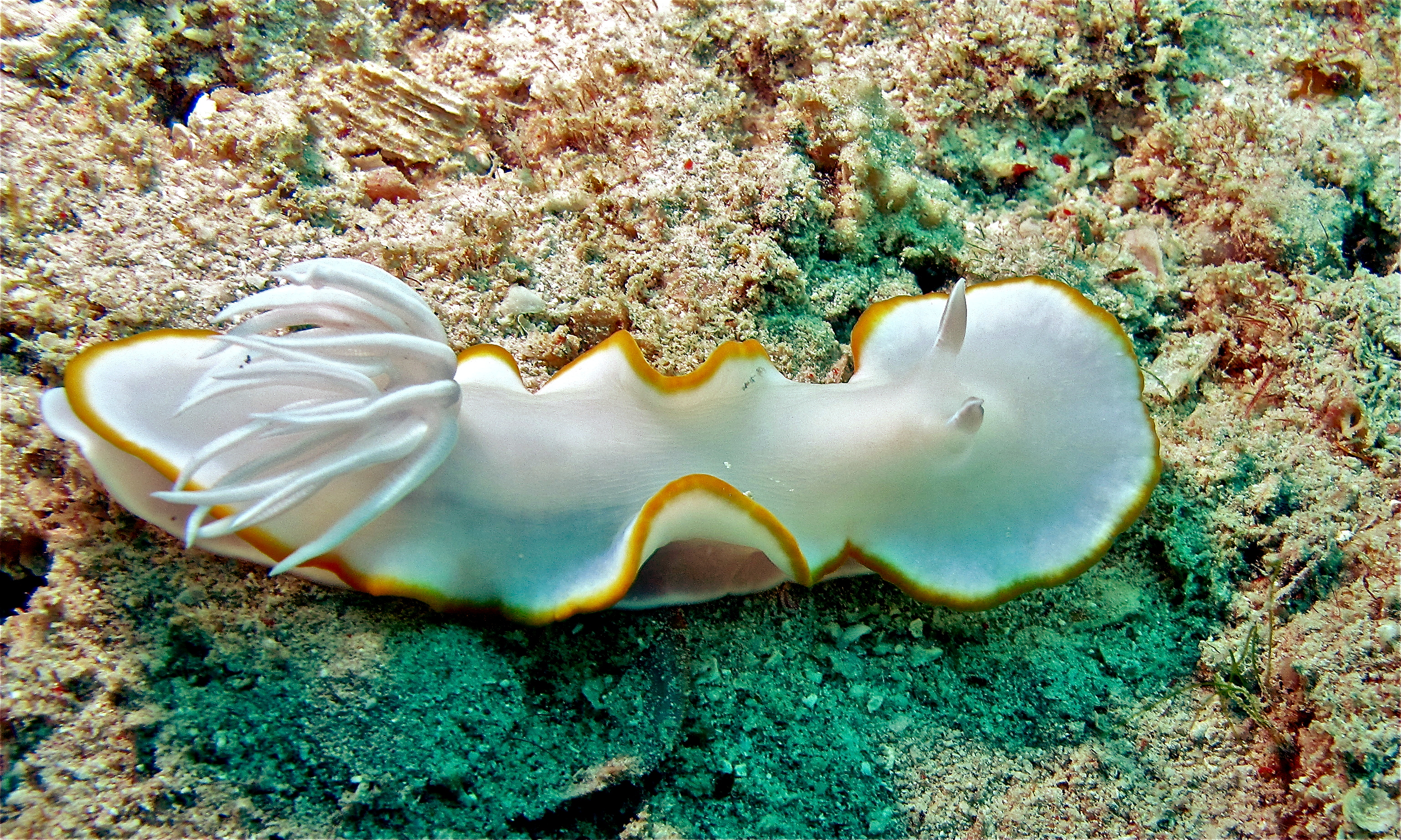